# Marockin' Brass
Marockin' Brass is een Belgisch/Marokkaanse band die Marokkaanse ritmes (onder meer shaabi en gnawa) verbindt met brassband.
In 2013 werkte de band samen met de Londense trompettist Byron Wallen.
De band speelde onder meer op het North Sea Jazz Festival en Couleur Café.

## Discografie
- 2009: Zazzat
- 2011:  11 Songs
- 2014: Tout Droit